# Перекрёстки (фильм, 2002)
«Перекрёстки» (англ. Crossroads) — молодёжный фильм 2002 года режиссёра Тамры Дэвис. Главную роль играет поп-звезда Бритни Спирс. По её словам, название фильма «Перекрёстки» подразумевает переход к лучшим точкам жизни для того, чтобы попытаться исполнить свои желания. Мировая премьера состоялась 11 февраля 2002 года, в России — 11 апреля.

## Сюжет
Это история о трёх девушках: Люси, Кит и Мими. В 10 лет девочки закопали в яму коробку с желаниями. Кит загадала быть невестой, Люси загадала встретить свою мать, а Мими загадала уехать жить поближе к океану. Но однажды они уехали в Лос-Анджелес на песенный конкурс, где попытались исполнить свои желания.

## В ролях
| Актёр             | Роль                   |
| ----------------- | ---------------------- |
| Бритни Спирс      | Люси Вагнер            |
| Тэрин Мэннинг     | Мими                   |
| Зои Салдана       | Кит                    |
| Энсон Маунт       | Бен                    |
| Дэн Эйкройд       | Пит Вагнер отец Люси   |
| Ким Кэттролл      | Кэролайн мать Люси     |
| Джастин Лонг      | Генри друг Люси        |
| Беверли Джонсон   | мать Кит               |
| Ричард Волл       | Дилан                  |
| Джейми Линн Спирс | Люси в возрасте 10 лет |
| Кристал Милтон    | Мими в возрасте 10 лет |
| Даджин Колон      | Кит в возрасте 10 лет  |

## Награды
| Награда                        | Номинация                                                 | Номинант                          | Результат |
| ------------------------------ | --------------------------------------------------------- | --------------------------------- | --------- |
| MTV Movie Awards 2002          | Прорыв года: актриса                                      | Бритни Спирс                      | Номинация |
| MTV Movie Awards 2002          | Лучший костюм                                             | Бритни Спирс                      | Номинация |
| Teen Choice Awards 2002        | Лучшая актриса драматического или приключенческого фильма | Бритни Спирс                      | Номинация |
| Teen Choice Awards 2002        | Актриса — открытие года                                   | Бритни Спирс                      | Номинация |
| Teen Choice Awards 2002        | Спонтанная взаимная симпатия                              | Бритни Спирс и Энсон Маунт        | Номинация |
| Золотая малина 2003            | Глупейший фильм для тинейджеров                           | «Перекрёстки»                     | Номинация |
| Золотая малина 2003            | Худшая женская роль                                       | Бритни Спирс                      | Победа    |
| Золотая малина 2003            | Худший режиссёр                                           | Тамра Дэвис                       | Номинация |
| Золотая малина 2003            | Худшая песня                                              | «I’m Not a Girl, Not Yet a Woman» | Победа    |
| Золотая малина 2003            | Худшая песня                                              | «Overprotected»                   | Номинация |
| Золотая малина 2003            | Худший фильм                                              | Paramount Pictures                | Номинация |
| Золотая малина 2003            | Худшая экранная пара                                      | Бритни Спирс и Энсон Маунт        | Номинация |
| Золотая малина 2003            | Худший сценарий                                           | Шонда Раймс                       | Номинация |
| 25th Stinkers Bad Movie Awards | Худшая женская роль                                       | Бритни Спирс                      | Номинация |
| 25th Stinkers Bad Movie Awards | Худшая песня                                              | «I’m Not a Girl, Not Yet a Woman» | Номинация |
| 25th Stinkers Bad Movie Awards | Худшая экранная пара                                      | Бритни Спирс и Энсон Маунт        | Номинация |
| 25th Stinkers Bad Movie Awards | Worst Fake Accent — Male                                  | Дэн Эйкройд                       | Номинация |

## Саундтрек
Первоначально Бритни Спирс записала песни «Overprotected» и «I’m Not a Girl, Not Yet a Woman» специально для фильма, но после они были включены в её третий студийный альбом Britney.
В сборник саундтреков вошли шесть композиций разных исполнителей, в том числе и «Overprotected» в ремиксе JS16. Сборник под названием Music from the Major Motion Picture Crossroads был выпущен 2 февраля 2002 года компанией Zomba Records.

### Список композиций
| №                   | Название                     | Исполнитель         | Длительность |
| ------------------- | ---------------------------- | ------------------- | ------------ |
| 1.                  | «I Love Rock ’n’ Roll»       | Britney Spears      | 3:06         |
| 2.                  | «Shake It Fast»              | Mystikal            | 4:15         |
| 3.                  | «Girlfriend»                 | Matthew Sweat       | 3:40         |
| 4.                  | «Unforgetful You»            | Jars of Clay        | 3:20         |
| 5.                  | «Greatest Day»               | Bowling for Soup    | 3:14         |
| 6.                  | «Overprotected» (JS16 Remix) | Britney Spears      | 6:07         |
| Общая длительность: | Общая длительность:          | Общая длительность: | 23:42        |